# Babylon (novela)
Babylon (バビロン Babiron?) es una serie de novelas japonesas escritas por Mado Nozaki e ilustradas por Zain. Una adaptación a manga de Nobuhide Takishita se publicó en 2019, y una adaptación a anime de Revoroot se estrenó el 6 de octubre de 2019, que se transmite en todo el mundo en Prime Video. En 2021 a través de sus redes sociales la empresa Sentai Filmworks confirmó la adquisición de los derechos en formato casero para Estados Unidos y que proporcionaría el doblaje al inglés.

## Trama
Zen Seizaki es fiscal en el recién creado distrito de Shiniki, al oeste de Tokio, que es un campo de pruebas para una nueva nación. Investiga una compañía farmacéutica que promociona un medicamento defectuoso, luego del hallazgo de informes donde se obtienen resultados de pruebas falsas por parte de laboratorios universitarios. Durante la investigación, Shin Inaba, un anestesista, es encontrado muerto y se descubre un documento manchado de sangre, que incluye cabello y piel, cubierto con la letra "F". La investigación de Seizaki lleva a un complot siniestro sobre las elecciones a la alcaldía y la manipulación de la población de Shiniki.

## Personajes
Zen Seizaki (正崎善 Seizaki Zen?)
Seiyū: Yūichi Nakamura
Es un fiscal de la Fiscalía del Distrito de Tokio que dirige una investigación sobre las elecciones a la alcaldía de Shiniki y la posible manipulación de la población. 
Ai Magase (曲世愛 Magase Ai?)
Seiyū: Satsuki Yukino
Es la principal antagonista de la serie. Es una maestra del disfraz y aparece como varias mujeres diferentes. Utiliza las cualidades únicas de su voz para hacer que las personas se suiciden, convenciéndolas de que acabar con sus vidas es "bueno". 
Shinobu Kujiin (九字院偲 Kujiin Shinobu?)
Seiyū: Takahiro Sakurai
Es un asistente de inspector de policía. 
Atsuhiko Fumio (文緒厚彦 Fumio Atsuhiko?)
Seiyū: Kenshō Ono
Es un joven oficial de la Fiscalía del Distrito de Tokio y compañero de Seizaki, que se suicida inesperadamente. 
Hiasa Sekuro (瀬黒陽麻 Sekuro Hiasa?)
Seiyū: Mao Ichimichi
Es una asistente de oficial, asignada al equipo de Seizaki, luego de la muerte de Fumio. También es sobrina del viceministro de justicia de Kasumigaseki, Yoshifumi Sekuro. Ella es secuestrada por Magase, quien luego le corta las extremidades con un hacha y la mata al decapitarla. 
Yasutaka Morinaga (守永泰孝 Morinaga Yasutaka?)
Seiyū: Kenyū Horiuchi
Es el jefe de la Fiscalía del Distrito de Tokio. 
Ariyoshi Hanta (半田有吉 Hanta Ariyoshi?)
Seiyū: Kazuyuki Okitsu
Es un periodista y amigo cercano de Seizaki durante sus días universitarios. 
Ryūichirō Nomaru (野丸龍一郎 Nomaru Ryūichirō?)
Seiyū: Katsuhisa Hōki
Es el exsecretario general del Partido de la Justicia Liberal y candidato a alcalde de mediana edad. 
Kaika Itsuki (齋開化 Itsuki Kaika?)
Seiyū: Ryōtarō Okiayu
Es un candidato a alcalde exitoso de 30 años que impulsa la reforma legal para legalizar el suicidio.

## Medios de comunicación

### Novela
Mado Nozaki publicó la primera novela de la serie, con ilustraciones de Zain, bajo la imprenta de Kōdansha, Kōdansha Taiga, en 2015. Se han publicado tres volúmenes desde el 22 de noviembre de 2017.
| N.º | Título           | Fecha de lanzamiento    | ISBN                   |
| --- | ---------------- | ----------------------- | ---------------------- |
| 1   | Mujer On'na (女) | 20 de octubre de 2015   | ISBN 978-4-06-294002-3 |
| 2   | Muerte Shi (死)  | 20 de julio de 2016     | ISBN 978-4-06-294031-3 |
| 3   | Final Tsui (終)  | 22 de noviembre de 2017 | ISBN 978-4-06-294072-6 |

### Manga
Una adaptación de manga con arte de Nobuhide Takishita comenzó su serialización en el sitio web de Comic Days de Kōdansha el 25 de febrero de 2019 y terminó el 7 de octubre de 2019. Fue compilado en dos volúmenes, ambos lanzados el 9 de octubre de 2019. 

### Anime
Se anunció que una adaptación de la serie de televisión de anime estará en producción en marzo de 2018. La serie está animada por Revoroot y producida por Twin Engine. Kiyotaka Suzuki dirige la serie, mientras Keisuke Goto proporciona los diseños de los personajes de la serie, y Yutaka Yamada compone la música de la serie. La serie se estrenó el 6 de octubre de 2019 en Tokyo MX, BS11 y AT-X, con Prime Video transmitiendo los primeros tres episodios en todo el mundo. El arco de la tercera historia se retrasó y se reanudó el 30 de diciembre de 2019. El tema de apertura es "Live and let die" de Q-MHz feat uloco.

#### Arco de la Historia 1
El primer arco de la historia se llama One Drop of Poison (一滴の毒 Itteki no Doku?).
| # | Título                        | Estreno              |
| - | ----------------------------- | -------------------- |
| 1 | «Sospecha» «Giwaku» (疑惑)    | 6 de octubre de 2019 |
| 2 | «Objetivo» «Hyōteki» (標的)   | 6 de octubre de 2019 |
| 3 | «Revolución» «Kakumei» (革命) | 6 de octubre de 2019 |

#### Arco de la Historia 2
El arco de la segunda historia se llama The Chosen Death (選ばれた死 Erabareta shi?).
| # | Título                           | Estreno                 |
| - | -------------------------------- | ----------------------- |
| 4 | «Persecución» «Tsuiseki» (追跡)  | 28 de octubre de 2019   |
| 5 | «Confesión» «Kokuhaku» (告白)    | 4 de noviembre de 2019  |
| 6 | «Estrategia» «Sakusen» (作戦)    | 11 de noviembre de 2019 |
| 7 | «El Más Malvado» «Saiaku» (最悪) | 18 de noviembre de 2019 |

#### Arco de la Historia 3
El tercer arco de la historia se llama Twisted World (選曲がる世界 Magaru Sekai?).
| #  | Título                                 | Estreno                 |
| -- | -------------------------------------- | ----------------------- |
| 8  | «Esperanza» «Kibō» (希望)              | 30 de diciembre de 2019 |
| 9  | «Cadena» «Rensa» (連鎖)                | 6 de enero de 2020      |
| 10 | «Decisión» «Ketsui» (決意)             | 13 de enero de 2020     |
| 11 | «Se Levanta el Telón» «Kaimaku» (開幕) | 20 de enero de 2020     |